# سوزان شواب
سوزان شواب (بالإنجليزية: Susan Schwab)‏ (و. 1955 – م) هي أستاذة جامعية من الولايات المتحدة الأمريكية ولدت في الولايات المتحدة الأمريكية.
وهي عضوة في الحزب الجمهوري .

## التعليم
تعلمت في جامعة ستانفورد، وجامعة جورج واشنطن.